# سیارک ۱۲۸۹۷
سیارک ۱۲۸۹۷ (به انگلیسی: 12897 Bougeret، نامگذاری:1998RY5) دوازده هزار و هشتصد و نود و هفتمین سیارک کشف شده‌است که در ۱۳ سپتامبر ۱۹۹۸ کشف شد.
قدر مطلق سیارک برابر ۱۷.۰ است.